# Herb miejski

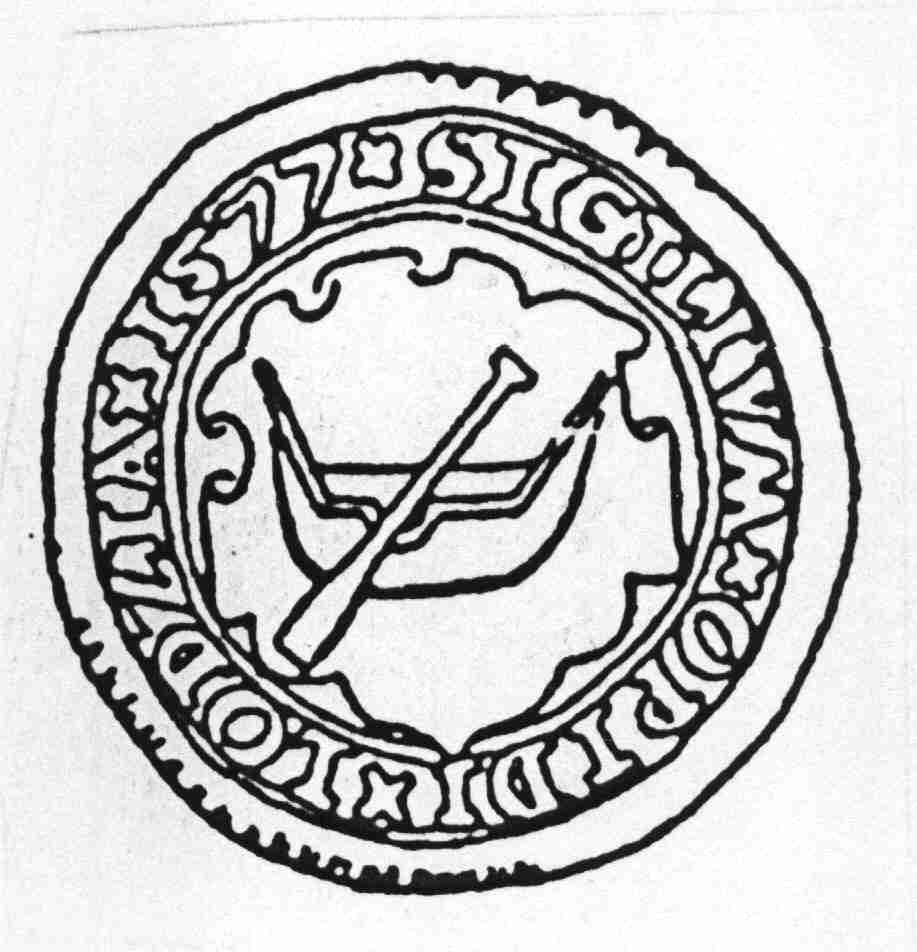
Pieczęć miejska z herbem Łodzi z 1577 r.

Herb Gdańska

Herb Gorzowa Wlkp.

Herb Bełchatowa

Herb Chojnowa

Herb Tarnowskich Gór – herb z hełmem, klejnotem i labrami

Herb Bielska-Białej – jeden z nielicznych herbów podwójnych

Zwieńczony koroną królewską herb Poznania

Herb miejski – charakterystyczny znak miejskiej wspólnoty samorządowej skonstruowany na wzór znaku terytorialnego według określonych reguł heraldycznych. W Polsce herby miast mogą być tworzone zgodnie z ustawą z dn. 21 grudnia 1978 r. o odznakach i mundurach.
Herby miast mogą być również herbami gmin i innych jednostek terytorialnych.

## Historia
Herby miejskie zaczęły kształtować się wraz z prawem miejskim w II połowie XIII w. Ich wizerunki umieszczano, początkowo bez tarcz herbowych, na pieczęciach miejskich, dopiero później stopniowo niektóre z nich stawały się prawdziwymi, w pełni ukształtowanymi herbami.
O wyborze herbu decydował zazwyczaj wójt lub rada miasta, sporadycznie robił to monarcha. Często zdarzało się w przypadku miast prywatnych, że w momencie zmiany pana, zmieniało się również godło herbowe takiego miasta, lub dodawano symbole związane z nowym rodem, tak działo się w herbie Szydłowca, gdzie obok krzywaśni Radziwiłłowie dodali mitrę książęcą.
Po upadku Rzeczypospolitej zaborcy usuwali herby, zastępując je godłem państwowym. W okresie międzywojennym herbami miejskimi zajęło się Ministerstwo Spraw Wewnętrznych wraz z Ministerstwem Wyznań Religijnych i Oświecenia Publicznego. Do 1939 r. zatwierdzono 104 herby miast. Po II wojnie herbami nikt się prawnie nie zajmował. Dopiero w 1978 r. uchwalono ustawę o odznakach i mundurach, która zezwalała na ustanawianie herbów miejskich i wojewódzkich. Ustawa o samorządzie terytorialnym z 1990 r. zezwoliła także gminom na ustalenie herbu. Zabrakło w niej jednak jakichkolwiek przepisów wykonawczych, dlatego w heraldyce terytorialnej panuje całkowita dowolność.
Herby tworzone dla jednostek samorządowych często łamią wiele podstawowych zasad heraldyki, często są także przeładowane nadmierną symboliką i źle skomponowane plastycznie. Poprawę przyjętego wzoru herbu utrudnia fakt, że podstawą urzędowego herbu jest niepoprawny heraldycznie opis (jak np. we Francji), ale wzór graficzny, często wykonywany przez plastyka amatora lub osobę nieznającą zasad heraldyki. Środowiska heraldyków, zwłaszcza Polskie Towarzystwo Heraldyczne wyrażały wielokrotnie zaniepokojenie panującym w dziedzinie herbów miast i gmin chaosem.
20 stycznia 2000 r. została powołana rozporządzeniem Ministra Spraw Wewnętrznych i Administracji Komisja Heraldyczna, mająca za zadanie opiniować i konsultować projekty nowych herbów. Fachową pomocą władzom samorządowym w projektowaniu poprawnych heraldycznie i plastycznie herbów, mających właściwe odniesienie do historii i tradycji miejscowości służą także niektóre komercyjne firmy i instytucje heraldyczne.

## Heraldyka miejska
Najstarszym motywem w heraldyce miejskiej były podobizny lub atrybuty świętych patronów, wzorowane na symbolice różnych instytucji kościelnych. Z czasem jednak galeria symboli używanych w herbach miast znacznie się powiększyła. Godła te w swej symbolice nawiązywały bardzo często do prawnej odrębności miast – ich samorządności. Stąd wzięły się mury miejskie z basztami i bramami nawet w herbach takich miast, które nigdy w swych dziejach takich murów nie posiadały. Ten element występuje w godle herbowym wielu miast z obszaru nowego województwa łódzkiego, m.in.: Brzezin, Zgierza, Aleksandrowa Łódzkiego, Rawy Mazowieckiej, Radomska, Przedborza, Pajęczna, Sieradza, Warty i Łęczycy. Orzeł Biały, zazwyczaj, choć nie zawsze ukoronowany, występujący w herbie danego miasta świadczył o tym, że było ono niegdyś własnością królewską. Pozbawienie orła korony (jak w przypadku Piotrkowa) to przykład tzw. uszczerbienia herbu dla odróżnienia go od godła nadawcy (króla). Można tu wskazać herby: Tuszyna, Zgierza, Piotrkowa Trybunalskiego, Sieradza, Tyszowiec i Warty.
Jeszcze częściej w herbach miast prywatnych umieszczano znaki ich właścicieli dla podkreślenia ich uprawnień zwierzchnich w stosunku do samorządu miejskiego. Mogły to być herby instytucji kościelnych, np. w przypadku Pabianic (kapituły krakowskiej) czy Skierniewic (arcybiskupstwa gnieźnieńskiego). Nagminnie w okresie przedrozbiorowym umieszczano w herbie miast godła szlacheckich właścicieli. Do zwyczaju tego powracano i później – w XIX i XX w., przy czym często przypominano w herbie miast znaki rodowe ich prawdziwych, albo domniemanych założycieli. Ten typ reprezentują godła: Strykowa, Ozorkowa, Konstantynowa, Białej Rawskiej, Tomaszowa Mazowieckiego, Opoczna, Wieruszowa, Łasku, Zduńskiej Woli i inne. Herbem pojawiającym się dość często w godłach miast polskich i czeskich jest Odrowąż (Szydłowiec, Bílovec, Opoczno). Także i w tej kategorii herbów stosowano uszczerbianie godeł.
Herby niektórych miast nawiązują do charakterystycznych elementów architektonicznych, wież pobliskiego klasztoru, dawnego zamku właścicieli czy miejskiego ratusza – np. Sulejowa, Wielunia, Wieruszowa i Żychlina, inne do scen biblijnych, kultu świętych albo starych podań – np. Bełchatowa, Głowna czy Łowicza.
Dla twórczości heraldycznej ostatnich dwu stuleci charakterystyczne są herby z motywami „przemysłowymi” nawiązującymi do roli gospodarczej danego ośrodka. Dla przykładu można tu wymienić herby Ozorkowa i Koluszek. Specyficzny typ herbów stanowią tzw. „herby mówiące”. Godło herbowe stanowiące ich treść oddaje swym znaczeniem nazwę danej miejscowości. Czasem znak herbowy wskazuje na rzeczywistą etymologię nazwy danego miasta (np. Poddębice – to rzeczywiście miasto powstałe pod dębami). Kiedy indziej w tarczy herbowej umieszczano przedmiot, którego nazwa przypadkiem pokrywała się, z brzmieniem nazwy tej miejscowości. Herby tworzono w ten sposób już w epoce staropolskiej – klasycznym przykładem jest tu Łódka w herbie Łodzi), znana niemal od początków istnienia miasta (pierwsza pieczęć z tym herbem – 1535 r.). Można jeszcze wymienić godło Głowna (głowa na misie; jego geneza jest jednak dyskusyjna). Spośród herbów zaprojektowanych w XIX w. ten rodzaj reprezentuje jeszcze symbol Aleksandrowa (miasto Aleksandra).
Niektóre z funkcjonujących obecnie herbów miast województwa łódzkiego czerpią swą inspirację z dawnych wizerunków na pieczęciach miast, używanych do pieczętowania najważniejszych aktów w XIV-XVIII w. Genezę XIV-wieczną mają godła: Rawy Mazowieckiej, Piotrkowa Trybunalskiego, Pajęczna, Wielunia, Łęczycy i Żychlina, z XV w. znane są herby: Sulejowa, Przedborza, Sieradza, Kutna. Najwięcej pieczęci z używanymi do chwili obecnej herbami pochodzi z XVI w.: herby Łodzi, Brzezin, Tuszyna, Głowna, Pabianic, Łowicza, Skierniewic, Wieruszowa, Warty, Łasku; z XVIII w. znamy obecną wersję herbu Radomska i Zgierza. Z kolei projekty późniejsze, XIX-wieczne to herby: Strykowa, Aleksandrowa Łódzkiego, Białej Rawskiej, Tomaszowa Mazowieckiego, Bełchatowa i Poddębic. Zostały one wymyślone do „Albumu Heroldii Królestwa Polskiego” w połowie minionego stulecia (ok. 1849 r.). Pomysły XX-wieczne stanowią z kolei herby Ozorkowa, Konstantynowa, Zduńskiej Woli i Koluszek.
Bardzo rzadko zdarza się stosowanie w heraldyce miejskiej herbów podwójnych. Jest to dopuszczone wyjątkowo tylko wówczas, gdy dane miasto powstało z połączenia dwóch oddzielnych miast o utrwalonych w tradycji, odrębnych herbach (np. miasto Bielsko-Biała powstałe z połączenia dwóch sąsiadujących miast: Bielska i Białej ma prawidłowy herb podwójny, niezgodny z zasadami jest natomiast herb Zduńskiej Woli).

Corona muralis

Tarcze herbowe miast mają prawo być zwieńczane koroną w kształcie murów miejskich, nazywaną po łacinie corona muralis. Rangę miasta określa liczba baszt w koronie, zwykle od trzech do pięciu widocznych. 
Herby niektórych miast mogą być ozdabiane koroną królewską. W heraldyce polskiej odnosi się to głównie do obecnej i byłych stolic państwa lub dawnych jednostek terytorialnych.
Herby miast portowych może wieńczyć corona navalis – korona ozdobiona dziobami żaglowców. Stosowane jest to głównie w heraldyce zachodnioeuropejskiej, głównie brytyjskiej.

## Wykorzystanie herbów do celów prywatnych i komercyjnych
Sposoby wykorzystania herbu, w tym do celów komercyjnych, często zastrzega statut miejski, przy czym przepisy państwowe nie regulują tego w sposób wystarczający, a orzecznictwo sądowe jest niejednoznaczne. W niektórych sprawach sądy uznały, że:
- organy gminy w swoich aktach prawnych mogą ograniczać użycie herbu jedynie na obszarze tej gminy (nie mają mocy stanowienia prawa poza obszarem gminy),
- gminy nie mają podstaw do ograniczania wykorzystania herbów – herby nie podlegają prawu autorskiemu, nie mogą też być traktowane jako znak towarowy,
- herb można traktować jako dobro osobiste gminy, a jego użycie – jako naruszenie dóbr osobistych, gmina musiałaby jednak udowodnić, że dobro to zostało naruszone (np. herb został zniekształcony w sposób obraźliwy).

W przepisach prawnych nie ma jednoznacznych zapisów pozwalających gminom na pobieranie przez nie opłat za zgodę na używanie herbów do celów komercyjnych.